# رايو فايكانو
نادي رايو فاييكانو مدريد (بالإسبانية: .Rayo Vallecano de Madrid, S.A.D) هو نادي كرة قدم إسباني من مدينة مدريد يلعب في الدوري الإسباني الدرجة الأولى، تأسس في 29 مايو 1924 ولم يسبق له أن حقق أي بطولة.